# 広島県立湯来南高等学校
広島県立湯来南高等学校（ひろしまけんりつゆきみなみこうとうがっこう、Hiroshima Prefectural Yuki Minami High School）は、広島県広島市佐伯区湯来町にある県立の高等学校。

## 概要

### 歴史
1948年（昭和23年）に「広島県廿日市工業高等学校（現・広島県立廿日市高等学校）分校」として開校。1985年（昭和60年）に独立し、現校名となった。2010年（平成22年）に創立62周年、独立25周年を迎えた。

### 校名
湯来地区唯一の高校であるが、校名に“南”と付いているのは、同じ読みである県立油木高校（神石郡神石高原町）と区別するためである。

### 設置課程・学科
全日制課程 普通科

### 校是
- 学び考える
- 心豊かで思いやる
- たくましく行動する

### 校章
桐の葉と花弁を組み合わせたものとなっている。

### 校歌
作詞は柳川清、作曲は原房枝による。歌詞は3番まであり、校名は登場せず、各番とも「若人われら若人われら」で終わる。

## 沿革

### 分校時代
- 1948年（昭和23年）7月10日 - 「広島県立廿日市工業高等学校三水分校・上水内分室」が設置される。
  - 定時制課程普通科を設置し、修業年限を4ヶ年とする。
- 1949年（昭和24年）4月30日 - 高校再編により、「広島県廿日市高等学校三水分校・上水内分室」に改称。
- 1951年（昭和26年）3月31日 - 三水分校が廃止され、砂谷分校と上水内分校を設置。
- 1952年（昭和27年）- 砂谷分校校地が町民の作業により完成。
- 1953年（昭和28年）
  - 3月31日 - 砂谷分校校舎（戦時中の建物）を現在地に移築。
  - 4月1日 - 生活科を設置。
- 1956年（昭和31年）4月1日 - 上水内分校を廃止し、砂谷分校に統合。
- 1959年（昭和34年）3月28日 - 新校舎が完成。
- 1961年（昭和36年）4月1日 - 生活科を家政科に改称。
- 1963年（昭和38年）4月1日 - 全日制課程（修業年限3ヶ年）に切り替える。
- 1966年（昭和41年）3月31日 - 最後の卒業生を送り出し、定時制課程を廃止。完全に全日制課程となる。
- 1968年（昭和43年）10月1日 - 「広島県立廿日市高等学校砂谷分校」と改称（県の後に「立」が加えられる）。
- 1973年（昭和48年）3月 - 家政科の募集を停止。
- 1975年（昭和50年）3月31日 - 家政科を廃止。
- 1980年（昭和55年）6月6日 - 体育館兼講堂（現格技場）が完成。
- 1983年（昭和58年）5月2日 - 新校舎（第一期工事）が完成。
- 1984年（昭和59年）8月29日 - 新校舎（第二期工事）が完成。
- 1985年（昭和60年）
  - 2月15日 - 新校舎（第三期工事）が完成。
  - 3月31日 - 砂谷分校が廃止される。

### 独立以後
- 1985年（昭和60年）
  - 4月1日 - 広島県立廿日市高等学校より分離し、「広島県立湯来南高等学校」（現校名）として独立。全日制課程普通科を設置。
    - 旧・廿日市高等学校砂谷分校第2学年（1984年（昭和59年）入学生）、第3学年（1983年（昭和58年）入学生）の転入を認める。

  - 4月4日 - 開校式を挙行。
- 1987年（昭和62年）3月31日 - 校歌を制定。
- 1988年（昭和63年）4月1日 -「中・高連携による教育内容の推進」事業（2年間）を開始。
- 1989年（平成元年）
  - 12月18日 - グラウンドの拡張工事が完成。
  - 12月20日 - 創立5周年記念碑「青藍」を建立。
- 1991年（平成3年）2月20日 - 新体育館兼講堂が完成。
- 1995年（平成7年）
  - 4月1日 - 制服を改定。普通科コース制へ移行し、国際教養コース・情報文化コース・生活文化コースの3コースを設置。教育課程を改革し、設置科目数を65科目に変更。
  - 10月14日 - 校是石碑を建立。
- 1996年（平成8年）2月1日 - 「その他の科目」の自主教材を作成。
- 1998年（平成10年）3月2日 - イギリスのタスカーミルワード校と姉妹校を調印。
- 1999年（平成11年）
  - 3月2日 - 英国タスカーミルワード校へ短期留学生の派遣を開始。
  - 10月29日 - 英国タスカーミルワード校から短期留学生の受け入れを開始。
- 2005年（平成17年）1月11日 - 参議院文教科学委員会による視察が行われる。
- 2023年（令和5年） - 全校生徒数が2年連続80人未満となり、上下高校・西城紫水高校と共に、統廃合再編の検討対象となる条件に該当[1]。

## アクセス
- 湯来南高校バス停下車[2]
  - 4 湯来・杉並台線（広電バス[3]）：五日市駅南口 - 佐伯区役所前 - 楽々園 - 広島工大入口 - 三和中学入口 - 湯来川角 - （杉並台） - 湯来南高校 - 大橋 - 湯来ロッジ前
- 山陽自動車道 五日市ICから約18km
- 広島自動車道 広島西風新都ICから約16km